# 아소카바다나
아소카바다나(산스크리트어: अशोकावदान 아쇼카바다나)는 인도의 산스크리트어 문헌으로, 제3대 마우리아 황제 아소카의 탄생과 치세를 묘사하고 있다. 역사적 이야기뿐만 아니라 전설을 포함하고 있으며, 아소카를 불교를 널리 전파하는 것이 유일한 목표였던 불교 황제로 찬양하고 있다.
아소카바다나는 여러 불교 전승과 서사를 담은 문집인 디비야바다나(Divyāvadana, "신성한 이야기")에 수록된 아바다나 문헌들 중 하나이다. 장 프질루스키에 따르면, 이 문헌은 마투라 시와 수도원 및 수도승들을 높이 찬양하기 때문에 마투라 지역의 승려들에 의해 작성되었을 것으로 추정된다.